# Sa vz. 23
A CZ Modelo 25 (originalmente, Sa 25 ou Sa vz. 48b/samopal vz. 48b - samopal vzor 48 výsadkový, "submetralhadora paraquedista modelo 1948") foi talvez a mais conhecida de uma série de submetralhadoras projetadas pela Tchecoslováquia introduzidas em 1948. Havia quatro submetralhadoras geralmente muito semelhantes nesta série: a Sa 23, Sa 24, Sa 25 e Sa 26. O projetista principal foi Jaroslav Holeček (1923-1997), engenheiro-chefe da fábrica de armas Česká zbrojovka Uherský Brod.

## Projeto

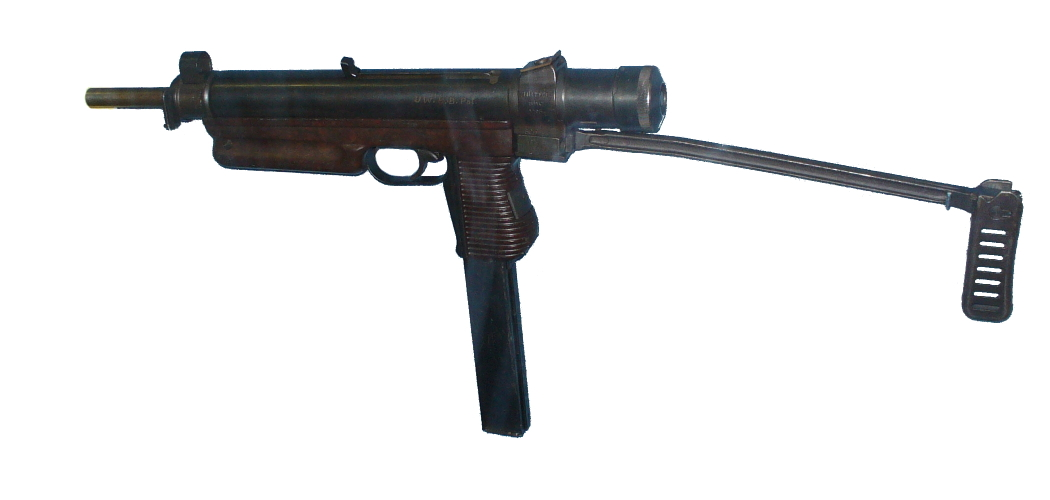
Samopal Vz 25.

A série Sa 23 utiliza uma ação direta de recuo por gases, sem culatra travada, e dispara a partir da posição do ferrolho aberto. Elas também usam um gatilho progressivo para selecionar entre fogo semiautomático e fogo totalmente automático. Puxar levemente o gatilho irá disparar um único tiro. Puxar o gatilho mais para trás em um movimento contínuo disparará de forma totalmente automática, até que o gatilho seja liberado ou o carregador esteja vazio.
A série Sa 23 eram de submetralhadoras com um ferrolho telescópico, em que a parte dianteira do ferrolho móvel se estende para a frente além da extremidade traseira do cano, envolvendo esse cano. Esse recurso reduz significativamente o comprimento necessário da submetralhadora e permite melhor equilíbrio e manuseio. O manuseio foi aprimorado ainda mais usando uma única empunhadura vertical que abriga o carregador e o mecanismo de gatilho, aproximadamente centralizado ao longo do comprimento da arma. O receptor da arma era usinado a partir de um único tubo de aço circular.
O projeto das submetralhadoras da série Sa 23 é mais notável no Ocidente por ter inspirado o projeto de ferrolho telescópico, operado por recuo de gases e de ferrolho aberto da submetralhadora Uzi, um pouco posteriormente.

## Variantes

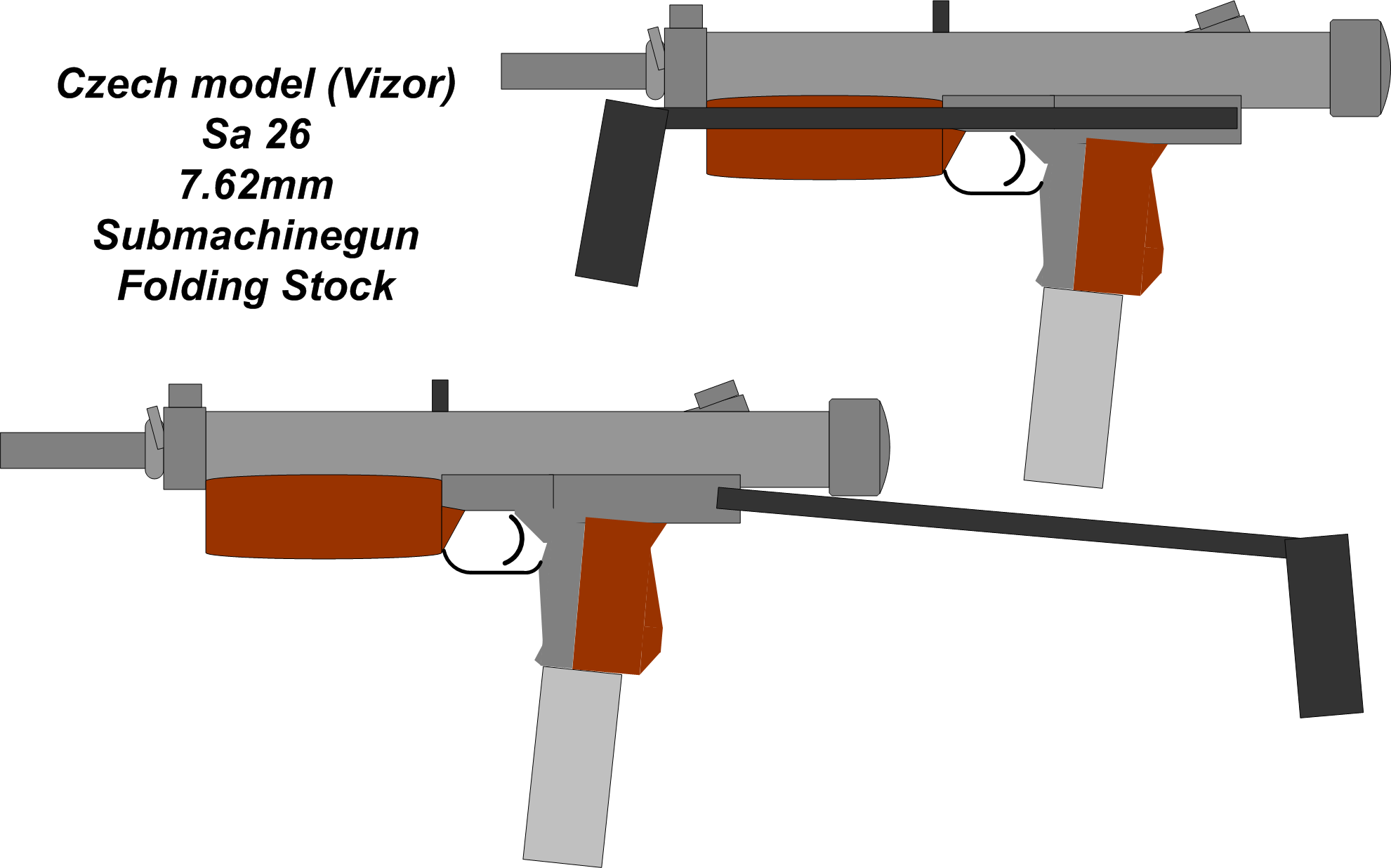
Desenho demonstrando as posições da coronha estendida e dobrada.

A submetralhadora CZ/Sa/vz teve algumas variações mas o sistema permaneceu basicamente o mesmo. Os primeiros modelos seguiam a norma internacional 9×19mm Parabellum enquanto os seguintes incorporariam o sistema do bloco soviético.
- O Sa 23 (vz. 48a) foi a primeira variante, usando uma coronha fixa de madeira e disparando munição padrão 9×19mm Parabellum. Tem um cabo de pistola vertical reto e um carregador de munição. Carregadores foram emitidos com capacidade de 24 e 40 tiros.
- O Sa 25 (vz. 48b) foi a segunda variante e talvez a mais conhecida, usando uma coronha de metal dobrável, ainda disparando munição 9×19mm Parabellum. Exceção à coronha dobrável, é idêntico à Sa 23 e usa os mesmos carregadores de 24 e 40 tiros.

O Sa 24 e o Sa 26 foram introduzidos depois que a Tchecoslováquia se juntou ao Pacto de Varsóvia e foram redesenhados para disparar a munição de pistola do tipo soviético padrão de 7,62×25mm Tokarev.
- O Sa 24 (vz. 48a/52) corresponde ao Sa.23, usando uma coronha fixa de madeira e disparando munição 7,62×25mm Tokarev. Pode ser visualmente diferenciada da Sa.23, pois tem um cabo de pistola e um compartimento de munição ligeiramente inclinados para a frente, embora o receptor principal e outros componentes sejam visivelmente idênticos. Foi emitido com carregadores de 32 tiros.
- O Sa 26 (vz. 48b/52) corresponde ao Sa.25, com uma coronha de metal dobrável, mas de resto idêntico ao Sa.24, usando os mesmos carregadores de 32 tiros.

## Histórico operacional
Os modelos Sa 23 e 25 foram adotados por Cuba pouco depois da revolução, armando principalmente a Milícia Revolucionária. O primeiro teste das Sa 23/25 foi a invasão da Baía dos Porcos, onde os milicianos sofreram pesadas baixas contra os brigadistas contra-revolucionários mas emergiram vitoriosos ao lado dos regulares. As Forças Armadas Revolucionárias (FAR) estavam no processo de absorver os equipamentos legados da era Batista, os quais incluíam material velho das guerras mundiais e até mesmo fuzis e carabinas obsoletos Krag–Jørgensen que foram supridos à milícia, junto com a compra dos fuzis FAL realizadas pelo exército de Fulgêncio Batista e com lotes ainda em processo de importação que agora eram utilizados pelo exército revolucionário. Estas armas foram foram suplementadas por lotes do bloco soviético, em sua maioria submetralhadoras PPSh-41/43, fuzis tchecos Vz 52/57 e as submetralhadoras Sa 23/25; estes dois últimos principalmente para a milícia, a qual travou o grosso dos combates. As armas usadas na batalha estão expostas no Museu da Praia Girón.
Ainda no início da década de 1960, estas submetralhadoras foram fotografadas quando Alberto Korda fotografou milicianas na Plaza de la Revolución em Havana, durante a sua documentação da Cuba revolucionária. Dessas fotos, o retrato mais famoso envolvendo a submetralhadora Sa 23/25 foi a fotogria "La Miliciana" da cubana Idolka Sánchez, tirada em 1962.
Depois que a Sa 25 foi declarada obsoleta em 1968, muitas das armas de 9mm foram vendidas em todo o mundo. As armas excedentes foram exportadas para outros países comunistas, incluindo o Vietnã do Norte. Uma cópia um tanto modificada do modelo 9×19mm Parabellum foi produzida na Rodésia no início dos anos 1970 como LDP e recebeu o apelido de "Rhogun". A fabricação foi posteriormente transferida para a África do Sul, onde foi brevemente comercializado como a Sanna 77 apenas em fogo semiautomático. Algumas também foram usadas pelo Exército Republicano Irlandês (IRA) durante a guerra civil na década de 1980 e início de 1990, provavelmente fornecidos pelo Líbano.

## Usuários
- Guerrilheiros do PAIGC, entre os quais João Bernardo Vieira "Nino", com submetralhadoras Samopal na ilha de Como, na Frente Sul, c. 1964. África do Sul[12][13]

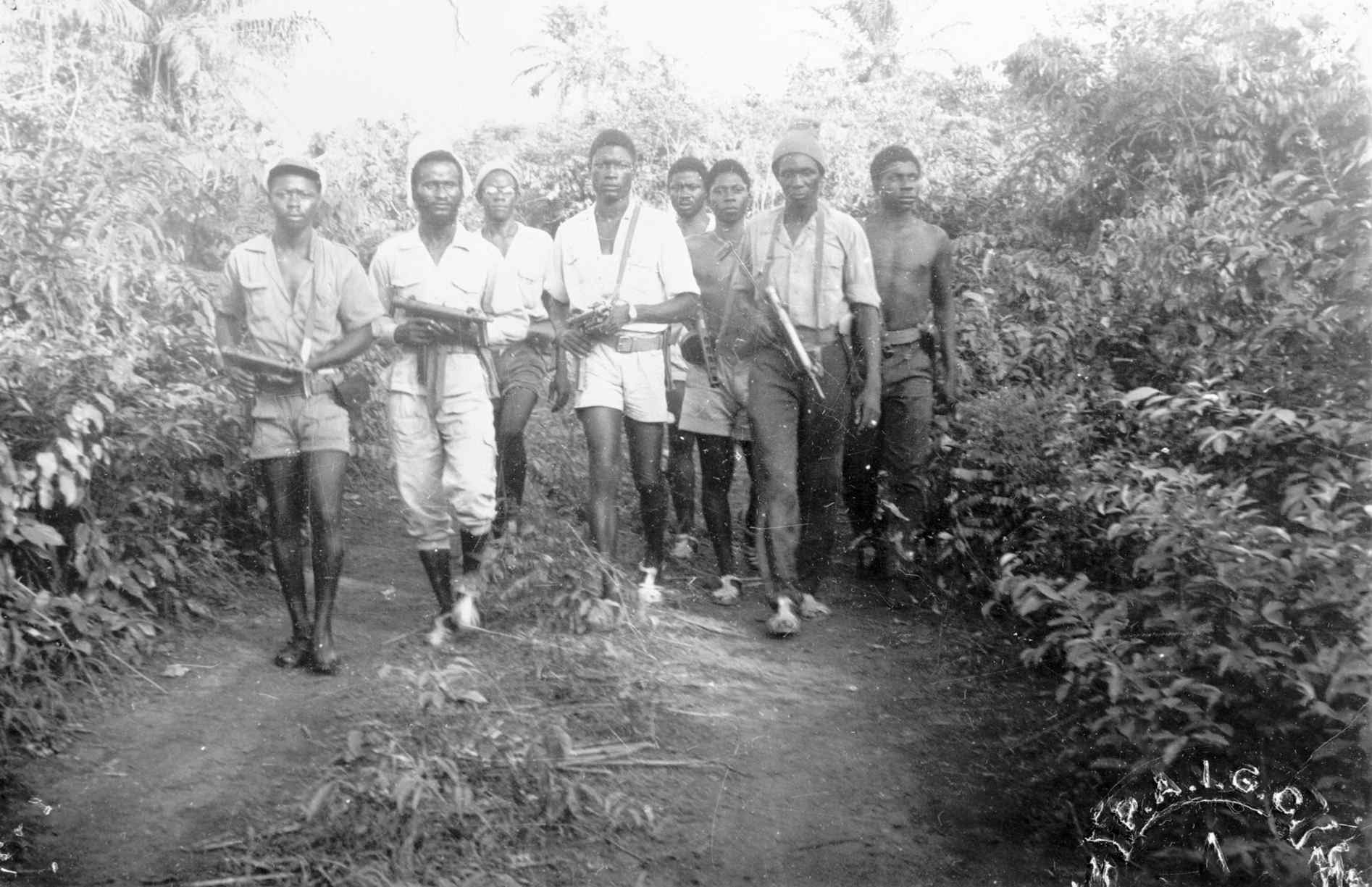
Guerrilheiros do PAIGC, entre os quais João Bernardo Vieira "Nino", com submetralhadoras Samopal na ilha de Como, na Frente Sul, c. 1964.

- Biafra: Aquisições de CZ-23 e C-25 em 1967.[14]
- Camboja[15]
- Cabo Verde[16][17]
- Chile[12]
- Cuba[3][6]
- Tchecoslováquia[15]
- Granada: Usada pelo Exército Revolucionário Popular.[1][16][17]
- Guiné[15]
- Guiné-Bissau[15]
- Irlanda: Exército Republicano Irlandês (IRA)
- Líbano[12]
- Líbia[12][18]
- Lituânia: Usada pelos guerrilheiros lituanos anti-soviéticos.[19][20]
- Moçambique[15]
- Nicarágua[15]
- Nigéria[15]
- Polônia: Usado por Biuro Ochrony Rzadu em meados dos anos 90.
- Rodésia
- Romênia[15]
- Somália[15]
- Síria[15]
- Tanzânia[15]
- Vietnã[16][17]